# Galium noxium
Galium noxium là một loài thực vật có hoa trong họ Thiến thảo. Loài này được (A.St.-Hil.) Dempster mô tả khoa học đầu tiên năm 1990.